# Zabójcza broń (serial telewizyjny)
Zabójcza broń (ang. Lethal Weapon) – amerykański serial telewizyjny (dramat, komedia sensacyjna) wyprodukowany przez Wonderland Sound and Vision, Lin Pictures, Good Session Productions oraz Warner Bros. Television. Serial jest telewizyjną adaptacją serii filmów Zabójcza broń. Premierowy odcinek został wyemitowany 21 września 2016 roku przez FOX.

W Polsce serial jest emitowany od 10 listopada 2016 roku przez Canal +. Od października 2017 roku ma zaś mieć swoją premierę w TV Puls. Również jesienią 2017 roku zadebiutował na kanale TVN 7. 
Trzeci sezon serialu premierowo został wyemitowano w stacji TVN. Emisja odbywa się z poniedziałku na wtorek ok. 1-2 w nocy, od 7 października.
11 maja 2019 roku, stacja FOX głosiła zakończenie produkcji serialu po trzech sezonach.

## Fabuła
Serial skupia na byłym komandosie i policjancie, Martinie Riggsie, który po śmierci żony przeprowadza się do Los Angeles. Jego nowym partnerem w pracy zostaje detektyw, Roger Murtaugh, który jest świeżo po zawale i musi prowadzić oszczędny tryb życia.

## Obsada

### Główna
- Clayne Crawford jako Martin Riggs[4]
- Damon Wayans jako Roger Murtaugh[5]
- Keesha Sharp jako Trish Murtaugh[6]
- Jordana Brewster jako dr Maureen “Mo” Cahill[7]
- Kevin Rahm jako kapitan Brooks Avery[8]
- Johnathan Fernandez jako Scorsese[9]
- Chandler Kinney jako Dianne Murtaugh[10]
- Dante Brown jako Roger "RJ" Murtaugh Jr.
- Michelle Mitchenorl jako detektyw Sonya Bailey

### Role drugoplanowe
- Floriana Lima jako Miranda Riggs (née Delgado)
- Richard Cabral jako detektyw Alejandro "Alex" Cruz
- Tony Plana jako Ronnie Delgado
- Hilarie Burton jako Karen Palmer
- Thomas Lennon jako Leo Getz
- Michelle Hurd jako Gina Santos(sezon 2)[11]
- Andrew Creer jako Zach Bowman(sezon 2)[12]

## Odcinki
| Sezon | Odcinki | Oryginalna emisja w FOX | Oryginalna emisja w FOX | Oryginalna emisja w Canal+ | Oryginalna emisja w Canal+ | Oryginalna emisja w Canal+ |
| Sezon | Odcinki | Premiera sezonu         | Finał sezonu            | Premiera sezonu            | Finał sezonu               |                            |
| ----- | ------- | ----------------------- | ----------------------- | -------------------------- | -------------------------- | -------------------------- |
| 1     | 18      | 21 września 2016        | 15 marca 2017           | 10 listopada 2016          | 11 maja 2017               |                            |
| 2     | 22      | 26 września 2017        | 8 maja 2018             | 6 lutego 2018              | 3 lipca 2018               |                            |
| 3     | 15      | 25 września 2018        | 26 lutego 2019          | 7 października 2020        |                            |                            |

## Produkcja
- 3 października 2015 stacja FOX zamówiła pilotażowy odcinek "Lethal Weapon", którego producentami wykonawczymi zostali Matt Miller, Dan Lin, McG i Jennifer Gwartz[16]
- 13 lutego 2016 Damon Wayans Sr. dołączył do serialu i wcielił się w rolę Rogera Murtaugha[5]
- 7 marca 2016 ogłoszono, że Kevin Rahm dołączył do "Lethal Weapon"[8]
- 11 marca 2016 ogłoszono, że jedną z głównych ról zagra Clayne Crawford[4]
- 26 marca 2016 Jordana Brewster dołączyła do obsady serialu[7]
- 8 maja 2016 Keesha Sharp i Johnatan Fernandez dołączyli do "Lethal Weapon"[6][9]
- 9 maja 2016 ogłoszono, że Chandler Kinney zagra rolę Dianne Murtaugh[10]
- 11 maja 2016 stacja zamówiła pierwszy sezon serialu na sezon telewizyjny 2016/2017[17][18].
- 12 października 2016 roku stacja FOX zamówiła 5 dodatkowych odcinków pierwszego sezonu, który będzie liczył łącznie 18 odcinków[19].
- 22 lutego 2017 roku stacja FOX ogłosiła przedłużenie serialu o drugi sezon[20].
- 18 lipca 2017 roku, poinformowano, że Michelle Hurd będzie powracać w drugim sezonie[11]
- 25 lipca 2017 roku, ogłoszono, że Andrew Creer wcieli się w rolę Zacha Bowmana, partnera detektyw Bailey[12]
- Na początku maja 2018 roku, ogłoszono, że nie przedłużono kontraktu z Clayne Crawford, który wcielał się w rolę Martina Riggsa[21].
- W tym samym miesiącu ogłoszono zamówienie trzeciego sezonu oraz że Seann William Scott dołączył do obsady, wcieli się w rolę nowego partnera Murtaugha[22]